# 엘리파스 레비

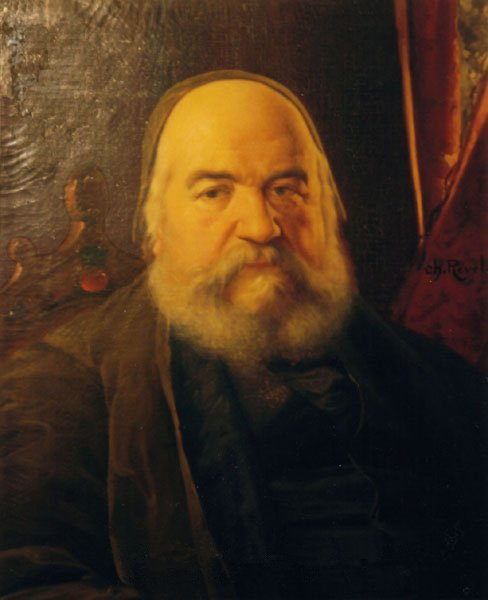
엘리파스 레비

엘리파스 레비 (Eliphas Levi, 본명 알퐁스 루이 콩스탕(Alphonse Louis Constant), 1810년 2월 8일 - 1875년 5월 31일)는 프랑스·파리 출신의 낭만주의 시인, 오컬티스트이다. 41세 때에 본명을 히브리어 바람으로 한 '엘리파스 레비'로 개명해, 오컬트의 저작을 남겼다.
파리의 소낭만주의의 문예 살롱에 출입하고 있었지만, 후에 카발라, 연금술, 헤르메스 트리스메기스투스, 기독교 신비주의 등의 연구를 실시해, 근대 유럽에서의 마술 부흥의 상징적 존재가 되었다. 마술은 이성에 근거한 합리적 과학이라 주장해, 실제로는 그 교의 체계는 정밀함이 부족한 것이었지만, 고대의 비공개 종교의식, 타로, 의식 마술 등 다양한 전통을 '마술'의 이름 아래에 총괄하려고 했다.
후의 프랑스, 영국의 오컬티스트에 큰 영향을 미쳐, 또 샤를 보들레르, 빌리에 드 릴라당, 스테판 말라르메, 아르튀르 랭보, 윌리엄 버틀러 예이츠, 앙드레 브르통, 조르주 바타이유 등의 작가, 시인들도 영향을 받았다고 여겨진다.

## 생애

### 자라난 내력

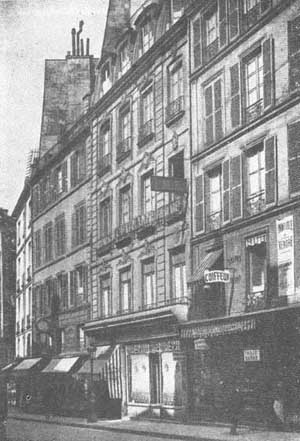
파리 시내에 있는 레비의 생가.

궁핍한 직공의 집의 외아들로서 태어났다. 소년 시대는 자주 아팠지만, 머리가 잘 선량한 아이로, 15세 때에 사제가 되기 위해서 성니코라 듀 샤르드네 신학교에 입학. 히브리어나 철학을 배워, 또 교장 후레이르 코론나는 동물 자기학의 연구가로, 요아킴적인 종말 사상의 소유자이며, 콩스탕에게도 감화를 미쳤다. 그 다음에 신학 연구를 위해서 성슈르피스 신학교에 재입학해, 성슈르피스회 창립자 오리에의 저작을 즐겨 큰 영향을 받았다.
1835년에 25세의 젊은 나이로 부제에 임명되어 성슈르피스 교회의 전도사가 된다. 그러나 이 다음 해에 어느 아가씨에게 사랑을 해, 신학교를 탈퇴, 이 때문에 모친은 자살했다고도 전해진다. 콩스탕은 생디칼리슴과 여권 운동가 플로라 트리스탕을 만나 사회주의 사상을 알게 되어, 사회주의자로 시인인 알퐁스 에스키로스의 안내로, 소낭만주의의 문학 써클에 출입하게 된다. 여기서 알게 된, 조각가로 여성 숭배의 종교를 주재하고 있던 마파 암노우를 오노레 드 발자크에게도 소개하고 있다.

### 낭만주의 시인으로서
1839년에 기독교 신앙으로 되돌아오려고 해, 소레임의 베네딕도회 수도원에 체재한다. 여기서 페누론이나 규이욘 부인의 정적주의나, 크리데넬 부인의 경건주의의 저작에 접해 마리아 숭배의 전설집 '5월의 장미의 수'를 출판해, 이것이 처녀작이 된다. 그러나 수도원의 입원 자격을 인정받지 못했기 때문에, 듀이마을의 학교의 학생감이 된다. 여기서 성서로부터 사회주의적인 사상을 논하는 '자유의 성서'를 출판하지만, '성서의 가르침을 불법으로 잘못 전했다'라고 8개월의 금고와 300 프랑의 벌금의 형을 받아 저작 전부가 압수되어 생 페라지의 형무소에 수감되고, 이 옥 중에서 에스키로스와 재회해, 사회주의자 페리시테 드 라무네와도 알게 되어, 또 에마누엘 스베덴보리나 여러 가지 오컬트의 저작과도 만난다. 출소하면, 에브뢰의 교회에서 종교화나 소설의 삽화의 일을 하면서, 1841년에는 여성 숭배 사상을 전개하는 '여자의 승천 혹은 사랑의 책'을 출판. 1844년에 정통적인 가톨릭 신앙을 나타내는 것으로서 출판한 '신의 어머니, 종교적 인도주의적 서사시'는 그러나 성모 마리아와 사회주의, 마지막 심판과 혁명론, 묵시록 후의 세계로서의 유토피아 등을 말한 내용은 카톨릭계에서는 받아 들여지지 않고, 교회로부터 퇴거 당한다.
이후, 개인 교수를 하면서 집필을 계속해 1845년의 시집 '세 개의 조화'의 '코레스퐁당스'는 보들레르의 '만물 조응 (Correspondances)'에 영향을 준 것으로 알려진다. 1846년에 자신이 가르치고 있던 17세의 여학생 메리 노에미 카디오와 결혼.

### 오컬티스트로서
1848년의 프랑스 2월 혁명을 계기로, 사회주의적 사상에 근거하는 문학 작품에서는 멀어져, 1853년에 엘리파스 레비로 이름을 바꾸어 유제후 마리아 하네우론스키의 의동생 몽펠리에와 오컬트의 잡지 '진보적 평론'을 간행한다.
1854년에 영국에서 소설가 에드워드 불워 리턴과 알게 되어, 릿톤이 속하고 있는 장미십자회에 가입하고, 큰 영향을 받는다. 귀국 후에, 프랑스의 장미 십자단을 재건. 1856년에 '고등 마술의 교리와 의식'을 간행. 1860년부터 '비교철학 전집' 전6권의 간행을 개시. 그 후도 오컬트의 저작을 우선 많이 집필해, 1875년에 파리에서 사망했다.

## 작품
신학교 시절의 콩스탕은 오리에의 저작으로부터 성모 숭배, 여성 숭배로의 지향을 강하게 해 갔다. '5월의 장미의 수'도 신비주의적인 저작이며, '여자의 승천 혹은 사랑의 책'은 여성 그 자체를 그리스도와 동일시 한다는 여성 숭배 사상이 기술되어 있다. 이탈리아의 신비주의자 실비오 페리코나, 스베덴보리 등의 영향을 받아 사회주의계의 출판사르 가로와로부터 나온 '눈물의 책 혹은 위안자 그리스도'는 그리스도가 근대에 나타나 사회주의 사상을 실현한다는 이야기이다.
'고등 마술의 교리와 의식'은 오컬트의 원리인 유추가 상징주의에 결합되어 위고, 보들레르, 릴라당, 말라르메, 이에이트, 쟈리 등의 상징파 시인에 깊은 영향을 줬다, 또 현대의 제임스 조이스, 앙드레 브르통 등의 작가에게도 영향을 주었다.
'비교철학 전집'은 오컬트에 관한 방대한 저작으로, 이 안의 '마술의 역사'는 랭보가 열중해서 읽었다고 말해져 헨리 밀러의 '우리 독서'에서도 가끔 인용되고 있다.

### 주된 저작
- le Rosier de mai ou la Guirlande de Marie, 1939년('5월의 장미의 수')
- La Bible de la liberté, 1841년('자유의 성서')
- l'Assomption de la femme ou le Livre de l'amour, 1841년('여자의 승천 혹은 사랑의 책')
- la Mere de Dieu, epopee religieuse et humanitaire, 1844년('신의 어머니, 종교적 인도주의적 서사시')
- la Fete-Dieu ou le Triomphe de la paix religieuse, 1845년(성체제 혹은 종교적 평화의 승리')
- le Livre des larmes ou le Christ consolateur, Essai de conciliation entre l'Église catholique et la philosophie moderne, 1845년('눈물의 책 혹은 위안자 그리스도')
- les Trois Harmonies, 1845년('세 개의 조화', 시집)
- la Derniere Incarnation, 1846년('마지막 화육, 19세기의 복음 주의적 전설')
- Dictionnaire de la litterature chretienne, 1851년('기독교 문학 사전')
- Dogme et rituel de la haute magie, 1856년('고등 마술의 교리와 의식')
- Histoire de la magie, 1859년('마술의 역사'비교철학 전집)
- la Clef des grands mysteres suivant Henoch, Abraham, Hermes Trismegiste et Salomon Lire en ligne, 1859년(비교철학 전집)
- Le Sorcier de Meudon, 1861년(비교철학 전집)
- Appel de la Pologneala France par un Polonais, 1863년(비교철학 전집)
- Philosophie occulte. Premiere serie : Fables et Symboles, 1863년(비교철학 전집)
- Philosophie occulte. Seconde serie : la Science des esprits, 1865년(비교철학 전집)

### 국역
- '고등 마술의 교리와 제사 의식 제사 의식편' 이쿠타 코사쿠 역, 인문 서원, 1982년. ISBN 440903023X
- '고등 마술의 교리와 제사 의식 교리편' 이쿠타 코사쿠 역, 인문 서원, 1992년. ISBN 4409030221
- '마술의 역사-부·그방법과 의식과 비오의 명쾌하게 해 간결한 설명' 스즈키 케이지 역, 인문 서원, 1998년 2월. ISBN 4409030493
- '커다란 신비의 열쇠' 스즈키 케이지 역, 인문 서원, 2011년.

## 참고 문헌
1. ↑  삽택용언 '프랑스 기상 소설의 계보' ('서구 문예 비평 집성' 카와이데 쇼보 신사 2011년)

- 이나오이 헤이타로 '그림자의 수맥' '정본 무엇인가가 하늘을 날고 있다' 국서 간행회, 1913년.
- 시부사와 타츠히코 '악마가 있는 문학사 신비가와 광시인' 중앙공론사 1982년